# Ezequiel Luna Guerra
Ezequiel Luna Guerra fue un hacendado y político peruano. Forma parte de la familia Luna que, tanto en la provincia de Acomayo como en la provincia de Anta han ocupado importantes cargos políticos. Junto a sus hermanos Mariano y María Ricarda se les ha destacado por su excesiva crueldad para con los indígenas que vivían en sus territorios o cercanos a ellos. Ezequiel Guerra, propietario de la hacienda Sullupucyu es calificado como el más violento y el más rico de los tres hermanos. Sullupucyu era una gran hacienda ganadera de un área total de 6,000 hectáreas incluyendo todos sus anexos. En el siglo XX esa hacienda pasaría a ser conocida como "La Joya" hasta que, en 1970, sería expropiada en el marco de la reforma agraria.
Nació en Zurite en la provincia de Anta, departamento del Cusco en 1870. Su padre Lorenzo Luna Mujica provenía de la provincia de Acomayo donde la familia Luna era una gran terrateniente y la dominaba políticamente. Tomasa Guerra Macedo, su madre, era hija de Pedro Guerra quien fue propietario de grandes extensiones de terreno en la provincia de Anta que comprendían todas las propiedades que posteriormente pertenecieron a los Luna Guerra y fue diputado por esa provincia entre 1876 y 1881. Tuvo un hijo con María Pacheco: Julio Luna Pacheco quien sería militante aprista y diputado. Se casó con la arequipeña Isela Vargas Taylor Cáceres con quien tuvo cuatro hijos:Abelardo, Mario, Gloria y Lourdes.
Fue elegido diputado por la provincia de Anta en 1907 hasta 1912 durante los gobiernos de José Pardo y Barreda y Augusto B. Leguía en la República Aristocrática. Posteriormente, durante el oncenio de Leguía fue nuevamente reelegido como diputado por la provincia de Anta en 1919, 1924 y 1929. Su mandato duró todo el leguiísmo durante el cual no sólo tuvo el manejo político sino también el económico en su provincia lo que aumentó sus niveles de crueldad y violencia ganándose varios enemigos que, a la caída del régimen, saquearon la hacienda de Sullupucyu. Siendo que incluso su propio hijo Julio Luna Pacheco ayudó a los enemigos de su padre.